# Legion of the Damned
A Legion of the Damned holland death/thrash metal együttes. 1992-ben alakult Helden-ben, Occult néven. Első, 2006-os nagylemezük már a Legion of the Damned név alatt jelent meg. Szövegeik témái: düh, háború, halál, keresztényellenesség, történelem, okkultizmus. A zenekar korábbi basszusgitárosa, Twan Fleuren 2011 májusában öngyilkosságot követett el.

## Tagok
- Maurice Swinkels - ének (1992-)
- Twan van Geel - gitár (2011-)
- Harold Gielen - basszusgitár (2006-)
- Erik Fleuren - dob (1992-)

## Korábbi tagok
- Richard Ebisch - gitár (1994-2011)
- Twan Fleuren - basszusgitár (1999-2006, 2011-ben elhunyt)
- Rachel Heyzer - ének (1994-2001)
- Leon Pennings - gitár (1992-1999)
- Sjors Tuithof - basszusgitár (1992-1999)

## Diszkográfia
- Malevolent Rapture (2006)
- Son of the Jackal (2007)
- Feel the Blade (2008)
- Cult of the Dead (2008)
- Slaughtering... (2010)
- Descent into Chaos (2011)
- Ravenous Plague (2014)
- Slaves of the Shadow Realm (2019)[3]

## Egyéb kiadványok
"Occult" néven öt stúdióalbumot adtak ki.
- Prepare to Meet Thy Doom (1994)
- The Enemy Within (1996)
- Of Flesh and Blood (1999)
- Rage to Revenge (2001)
- Elegy for the Weak (2003)